# L'immensità
L'immensità es una película italo-francesa de drama de 2022 dirigida por Emanuele Crialese. Esta protagonizada por Luana Giuliani junto con Penélope Cruz y Vincenzo Amato.

## Argumento
Ambientada en la Roma de la década de 1970, la ficción sigue la difícil situación de una familia nuclear, compuesta por una pareja casada infeliz: Clara (una expatriada española malhumorada) y Felice (un hombre de negocios que engaña a Clara con su secretaria) y sus hijos Adriana, Gino y Diana. La hija mayor, Adriana, de 12 años (asignada como mujer al nacer), experimenta disforia de género y se identifica como hombre y se conoce con el nombre de Andrea (un nombre masculino). Andrea se enamora de Sara, una chica que acepta la identidad de género de Andrea. Tras un sentido compartido de ser forasteros, Andrea y Clara se unen más.

## Reparto
- Luana Giuliani como Adriana "Adri" / Andrea Borghetti
- Penélope Cruz como Clara Borghetti
- Vincenzo Amato como Felice Borghetti
- Patrizio Francioni como Gino Borghetti
- María Chiara Goretti como Diana Borghetti
- Penélope Nieto Conti como Sara
- Alvia Reale como la abuela
- India Santella como María
- Mariangela Granelli como la doctora
- Valentina Ceni como Camilla

## Producción
El guion fue escrito por Crialese, Francesca Manieri y Vittorio Moroni. Una coproducción entre Italia y Francia, L'immensità fue producida por Wildside, Warner Bros. Entertainment Italia, Chapter 2, Pathé y France 3 Cinema.

## Estreno
La película se estrenó mundialmente en la 79.ª edición del Festival Internacional de Cine de Venecia el 4 de septiembre de 2022. Distribuida por Warner Bros. Pictures, se estrenó en cines en Italia el 15 de septiembre de 2022.

## Recepción
Leslie Felperin de The Hollywood Reporter resumió la película como “un asunto familiar vibrante, aunque abarrotado”.
Guy Lodge de Variety escribió que la película “es demasiado palpablemente dolorosa y sincera para llamarla leve, pero es sensible y peculiar en formas que se sienten frágiles”.
Robbie Collin de The Telegraph calificó la película con 4 de 5 estrellas, considerando que la imagen “sorprendentemente autobiográfica” es “un retrato infantil de la tristeza doméstica y el deseo de escapar de ella”.
Wendy Ide de ScreenDaily destacó la actuación de Cruz como “un cruce entre Sophia Loren y una llamarada solar”.
Stephanie Bunbury de Deadline Hollywood consideró que, en el fondo, la película “es fundamentalmente bastante sombría, pero tiene un rostro deliciosamente alegre”.